# Павловська сесія

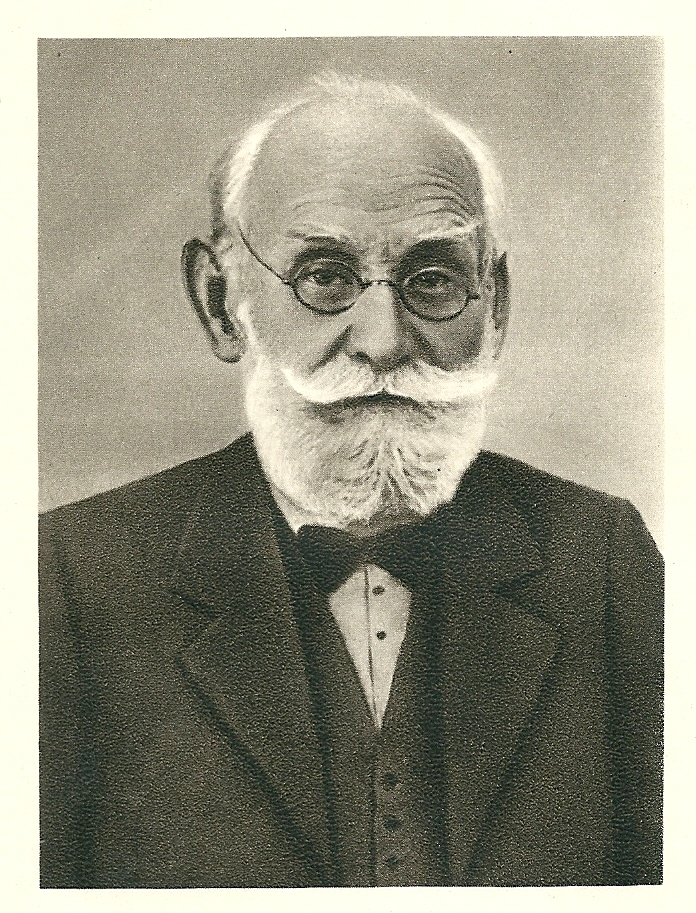
Академік Іван Павлов (1849—1936), іменем якого здійснювалися переслідування науковців

«Павловська сесія» — поширена назва «Наукової сесії, присвяченої проблемам фізіологічного вчення академіка І. П. Павлова», проведеної спільно Академією наук СРСР і Академією медичних наук СРСР з 28 червня до 4 липня 1950 року в Москві. Під час сесії групою учнів фізіолога Івана Павлова було розкритиковано інших фізіологів, психологів, патофізіологів за відхилення від «павловського вчення», які ніби-то були допущені обвинуваченими. До павловської сесії також відносять подальші дії верхівки фізіологічної науки СРСР проти підозрюваних науковців: сесія АН УРСР, присвячена питанням розвитку фізіологічного вчення академіка Івана Павлова в Україні (листопаді 1950 року), об'єднане засідання розширеної Президії Академії медичних наук СРСР і Пленуму правління Всесоюзного товариства невропатологів і психіатрів (11-15 жовтня 1951 року), виїзне засідання Павловської ради в Києві (1951) тощо.
Павловська сесія викликала тимчасову ізоляцію радянської фізіології від світової науки. Репресії проти науковців припинилися тільки після 1962 року, але наслідки сесії давалися взнаки й у наступне десятиріччя.

## Передумови
У 1948-50 роках у СРСР було розгорнуто декілька політичних кампаній проти науковців, які закінчувалися звільненнями та цькуванням наукових опонентів. У різних галузях науки такі кампанії здійснювалися за подібним сценарієм: оголошувалася єдино вірною певна наукова (чи псевдонаукова) теорія чи школа, її засновник ставав лідером радянської науки, а опоненти і критики позбавлялися наукових посад і можливості займатися наукою. У 1948 році за результатами сесії ВАСГНІЛ єдиною правильною генетичною теорією стала «мічурінська агробіологія», її автор Трохим Лисенко закріпився на найвищих посадах у радянській біології, а прибічники інших теорій були оголошені «вейсманістами-морганістами». Подібне закріплення в цитології відбулося в травні 1950 року зі «вченням про живу речовину» Ольги Лепешинської, противники якого були оголошені «вірховіанцями». У мовознавстві домінуюче положення займала псевдонаукова «яфетична теорія» Миколи Марра, яка, втім, втратила свій пріоритет після особистої критики Сталіна навесні 1950 року.
У галузі фізіології в СРСР найвищі посади в 1948-50 роках займав учень Івана Павлова академік Леон Орбелі. Він очолював Військово-медичну академію, Фізіологічний інститут імені І. П. Павлова АН СРСР, Інститут еволюційної фізіології і патології вищої нервової діяльності імені І. П. Павлова АМН СРСР. Також він був головним редактором «Фізіологічного журналу СРСР» і віце-президентом АН СРСР. Незадоволення керівництва АН СРСР і Сталіна викликала незалежна політика Орбелі, зокрема його відсутність на сесії ВАСГНІЛ щодо «мічурінської агробіології» та захист «формальних генетиків» (наприклад, відновлення на роботі звільненого генетика Михайла Лобашева). У жовтні 1949 року завідувач науковим відділом ЦК КПРС Юрій Жданов написав Сталіну записку, в якій критикував академіка Орбелі за концентрацію монопольної влади у фізіології, а також Івана Беріташвілі і Ліну Штерн за невідповідність «павловському вченню». Очолити боротьбу з «ворогами вчення» Жданов пропонував Костянтину Бикову.

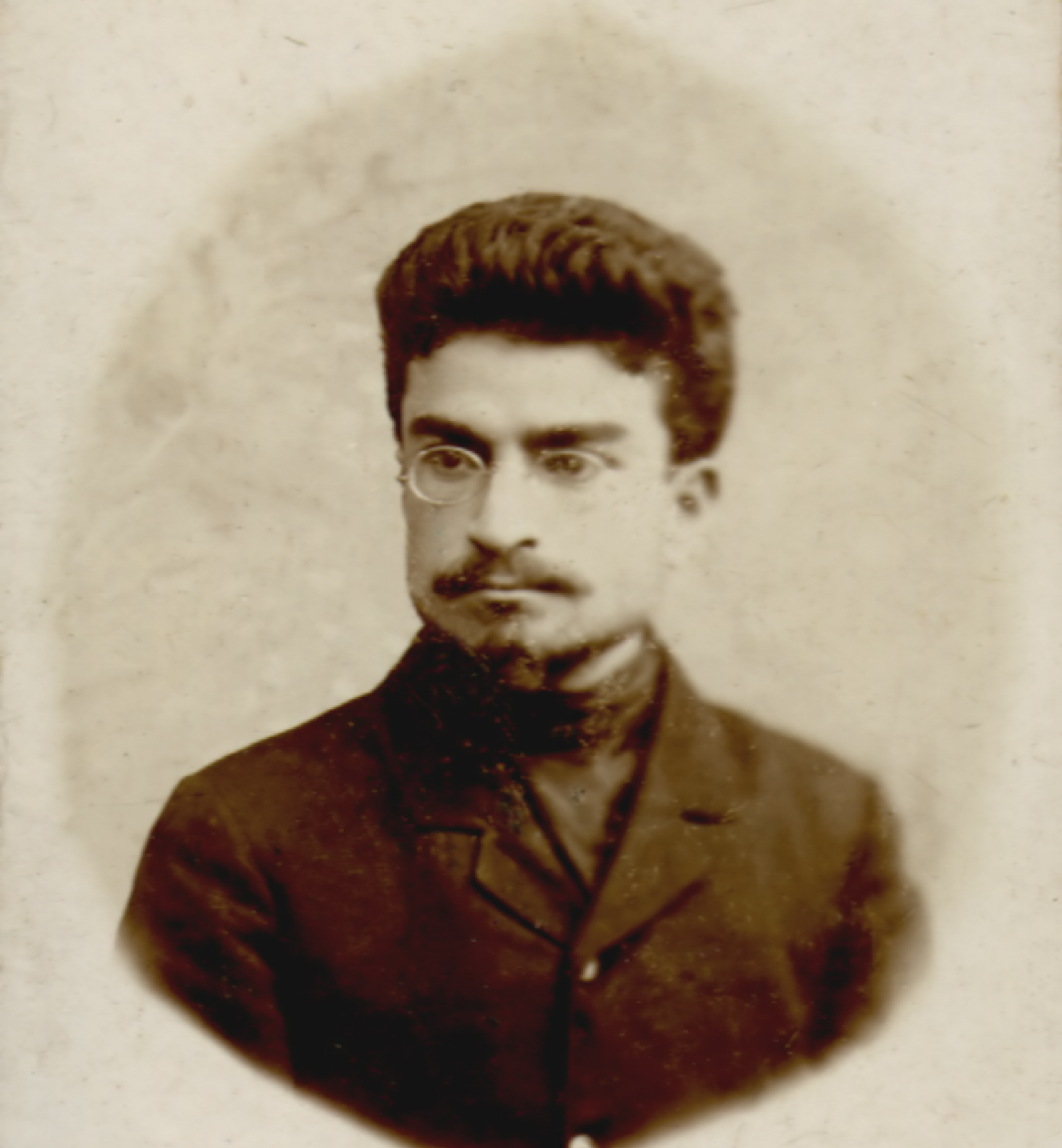
Іван Беріташвілі

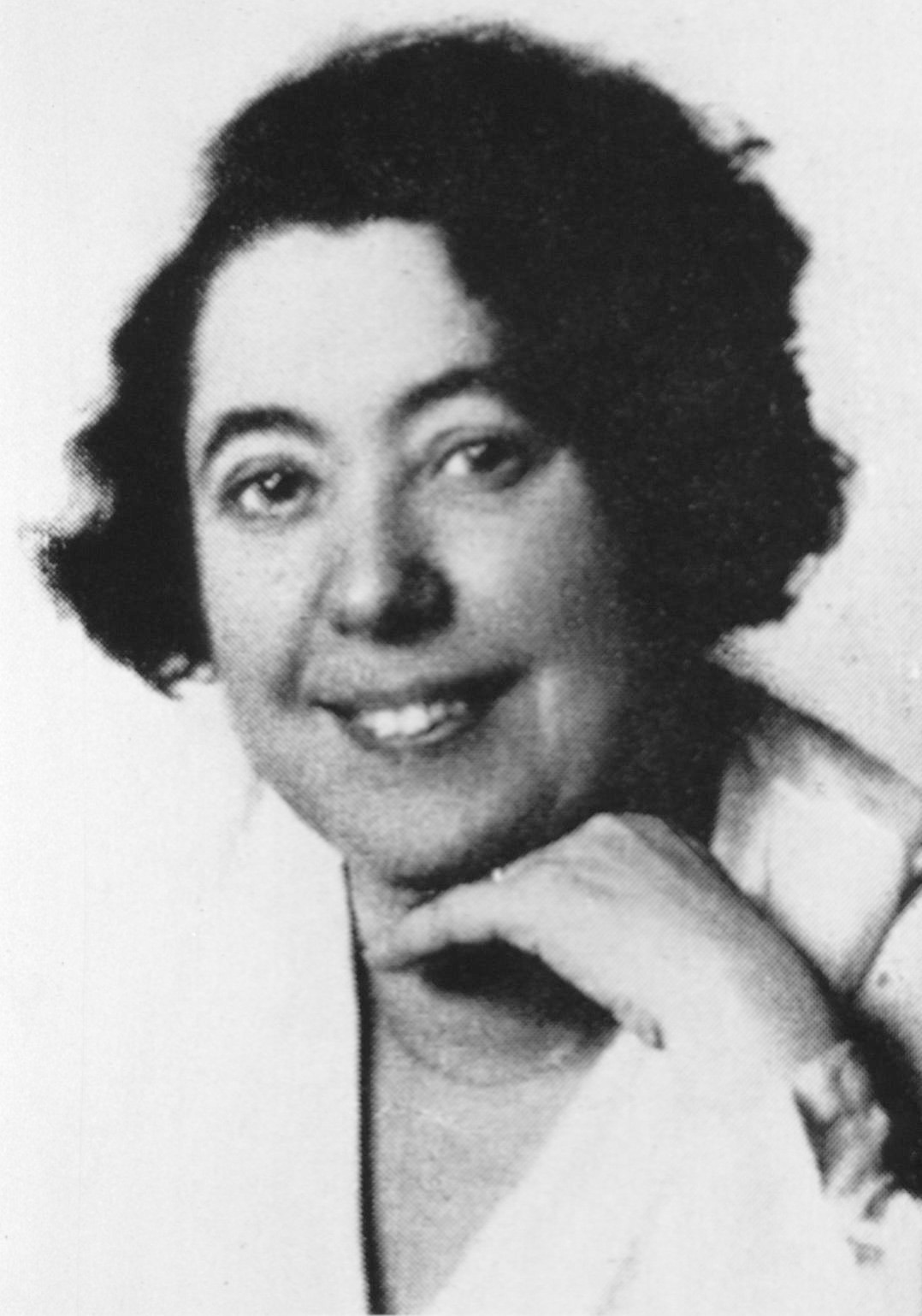
Ліна Штерн

## Московська сесія влітку 1950 року
28 червня 1950 року в Будинку вчених у Москві розпочалася наукова сесія АН СРСР і АМН СРСР, присвячена проблемам фізіологічного вчення академіка І. П. Павлова. На відкритті сесії виступив президент АН СРСР Сергій Вавілов, віцепрезидент АМН СРСР Іван Разенков. Наступні доповіді Костянтина Бикова «Розвиток ідей І. П. Павлова (задачі і перспективи)» і Анатолія Іванова-Смоленського «Шляхи розвитку ідей І. П. Павлова в галузі патофізіології вищої нервової діяльності». Биков та Іванов-Смоленський піддали критиці роботи Ліни Штерн щодо гематоенцефалічного бар'єру, Леона Орбелі і Петра Анохіна за недостатнє слідування павловському вченню. Також Іванов-Смоленський виступив з критикою методології психології і запропонував замінити її виключно на фізіологічні методи вивчення рефлексів.
З 28 червня по 4 липня записалися на доповіді 209 делегатів, виступив 81 делегат.
14 липня 1950 року за результатами сесії Політбюро ЦК ВКП(б) прийняло постанову «Про центральні наукові установи в галузі фізіології». У ній критикувалися Анохін і Орбелі, звільнялися з посад директорів інститутів, а обидва інститути були реорганізовані в єдиний Інститут фізіології АН СРСР, який очолив академік Биков.
За результатами сесії також було створено «Наукову раду з проблем фізіологічного вчення академіка І. П. Павлова». Головою ради призначили Бикова, заступником — Іванова-Смоленського, ученим секретарем — Айрапетянца.

## Наступні рішення щодо павловського вчення
22-24 квітня 1952 року в Москві відбулася конференція АН СРСР і відділення біологічних наук АН СРСР. Під час конференції були прийняті рішення щодо додаткових заходів до «павловської сесії». Науковцям необхідно було «внести необхідні зміни і доповнення до плану науково-дослідницьких робіт… посилити боротьбу із залишками вейсманістських, морганістських і вірховіанських поглядів…».
11-15 жовтня 1951 року в Москві відбулося об'єднане засідання розширеної сесії Президії Академії медичних наук СРСР і Пленуму правління Всесоюзного товариства невропатологів і психіатрів, де критиці були піддані психіатр, зокрема Олександр Шмарьян, Віктор Протопопов та інші.

## Київська сесія АН УРСР
1-3 листопада 1950 року по слідах московських подій у Києві відбулася наукова сесія АН УРСР за участю робітників охорони здоров’я, присвячена питанням фізіологічного вчення І. П. Павлова в УРСР. Звинувачувальні доповіді прочитали Президент АН УРСР Олександр Палладін, член-кореспондент АН УРСР Георгій Фольборт, академік АН УРСР Віктор Протопопов. Критиці підлягали фізіологи Данило Воронцов, Євген Бабський, терапевт Макс Губергріц, невролог Григорій Маркелов, психолог Григорій Костюк.
Воронцова звинуватили в «ідеалізмі» та відриві від «павловського вчення». Його електрофізіологічні досліди на окремих нейронах спинного мозку та нервово-м'язовому препараті були розкритиковані як такі, що не мають стосунку до вищої нервової діяльності, а також до роботи всього організму.
У 1952 році в Києві відбулася VII сесія «павловської ради». Її ініціатором був Георгій Фольборт, а критиці були піддані теорія вікового розвитку та вчення про фізіологічну систему сполучної тканини Олександра Богомольця. На сесії виступали директори Інституту клінічної фізіології АН УРСР Ростислав Кавецький та Інституту експериментальної біології і патології МОЗ УРСР Олег Богомолець.

## Наслідки «павловської сесії»
Павловські ради були ліквідовані 1953 року. У 1955 році в Києві було проведено з'їзд Всесоюзного фізіологічного товариства, де було заслухано доповіді Леона Орбелі, Івана Беріташвілі, чим фактично їх реабілітовано. Тоді ж Костянтина Бикова не було обрано до складу правління товариства.